# Přástevník kostivalový
Přástevník kostivalový (Euplagia quadripunctaria) je motýl z čeledi přástevníkovitých s výrazným krémovým pruhováním na křídlech o rozpětí až 6 cm, aktivní ve dne i v noci. Se svou velikostí patří mezi přástevníky střední velikosti. Tento druh je rozšířen převážně v oblasti západní Evropy, ale vyskytuje se i na území jižní a střední Evropy, nicméně jeho areál dosahuje až k pohoří Ural. Na území Česka se jedná o hojný druh, který se vyskytuje převážně místně.
V případě přástevníka kostivalového přezimuje housenka, která se následně v květnu či červnu zakuklí, aby se v létě vylíhnul dospělec. Housenka je polyfágní, tedy požírá řadu rostlin a není vázána na jediný druh. Dospělci následně sají nektar.

## Synonyma
- Callimorpha quadripunctaria (Poda, 1761)
- Euplagia hera (Linnaeus, 1767)
- Panaxia quadripunctaria (Poda, 1761)
- Phalaena quadripunctaria (Poda, 1761)[4]

## Poddruhy
- Euplagia quadripunctaria quadripunctaria (Poda, 1761)
- Euplagia quadripunctaria fulgida (Oberthür, 1896)
- Euplagia quadripunctaria rhodosensis (Daniel, 1953)
- Euplagia quadripunctaria ingridae (de Freina, 1999)

## Popis

### Vajíčko
Po oplodnění kladou samice svá vajíčka na živné rostliny různých druhů jednotlivě. Je to dáno skutečností, že vylíhnuté housenky jsou polyfágní, takže nevyžadují specifický druh rostliny k potravě. Vajíčka jsou kulovitého tvaru žlutozelené barvy.

### Housenka

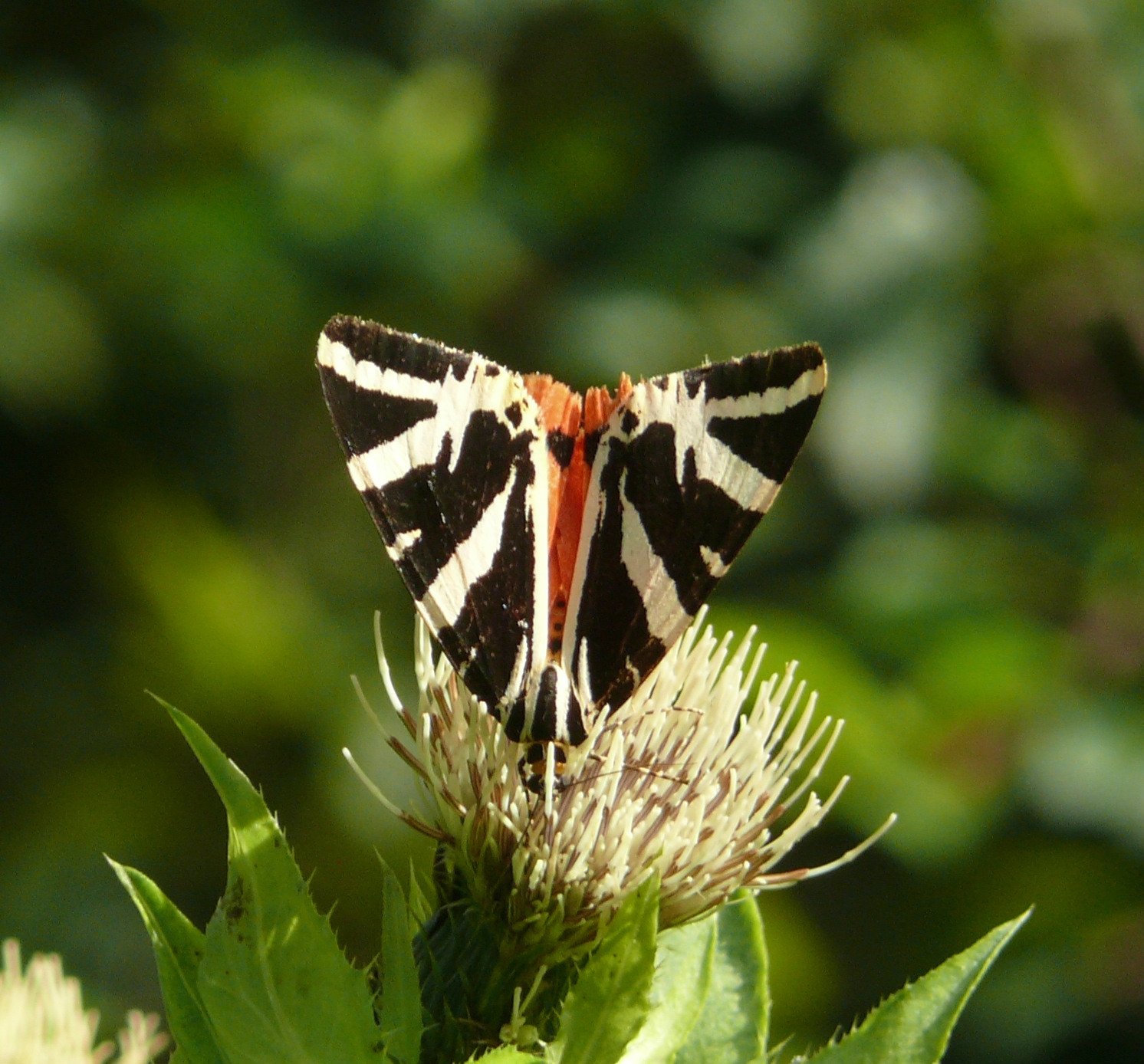
Dospělec na rostlině

Housenka přástevníka kostivalového je tmavě hnědá s oranžovými a krémovými pruhy na svém těle, které je pokryto krátkými chloupky. Boční pruh je obvykle přerušovaný a má bílou či žlutou barvu. Vyskytuje se od června do září, načež přezimují do května, kdy pokračují v pojídání rostlin a následně se kuklí. V období od června do září ožírají housenky hlavně hluchavky, kopřivy, jitrocel, janovec a vrbovku. Na jaře se pak zaměřují na listy křovin či stromů.

### Kukla
Housenka se kuklí v květnu (jiný zdroj uvádí koncem června) při povrchu země v jemně šedavém zámotku. Zadeček kokonu je tmavohnědý a na jemně chlupatý.

### Dospělec
Dospělec přástevníka má rozpětí křídel dosahující 42 – 60 mm. Jeho křídla jsou pokryty třemi běložlutými pruhy probíhajícími napříč křídly střídající se s tmavě hnědými až černými pruhy. Vyjma těchto dlouhých pruhů se na předních křídlech nachází taktéž krátké běložluté proužky, kdy jeden z nich vybíhá od kořene křídla a další dva z okraje křídla. Zadní pár křídel je jasně oranžový (jiný zdroj uvádí rumělkovou barvu) se dvěma černými skvrnami v lemu a jednou skvrnou ve střední části křídla. Nicméně kresba a zbarvení je v rámci druhu značně variabilní. Hruď má černou barvu se žlutavou čárovou kresbou. Oproti tomu zadeček motýla má červenou barvu s černými skvrnami na článcích zadečku. Z hlavy vychází dvojice dlouhých nitkovitých tykadel, která jsou jemně obarvená a vlastní pro samce i samici.

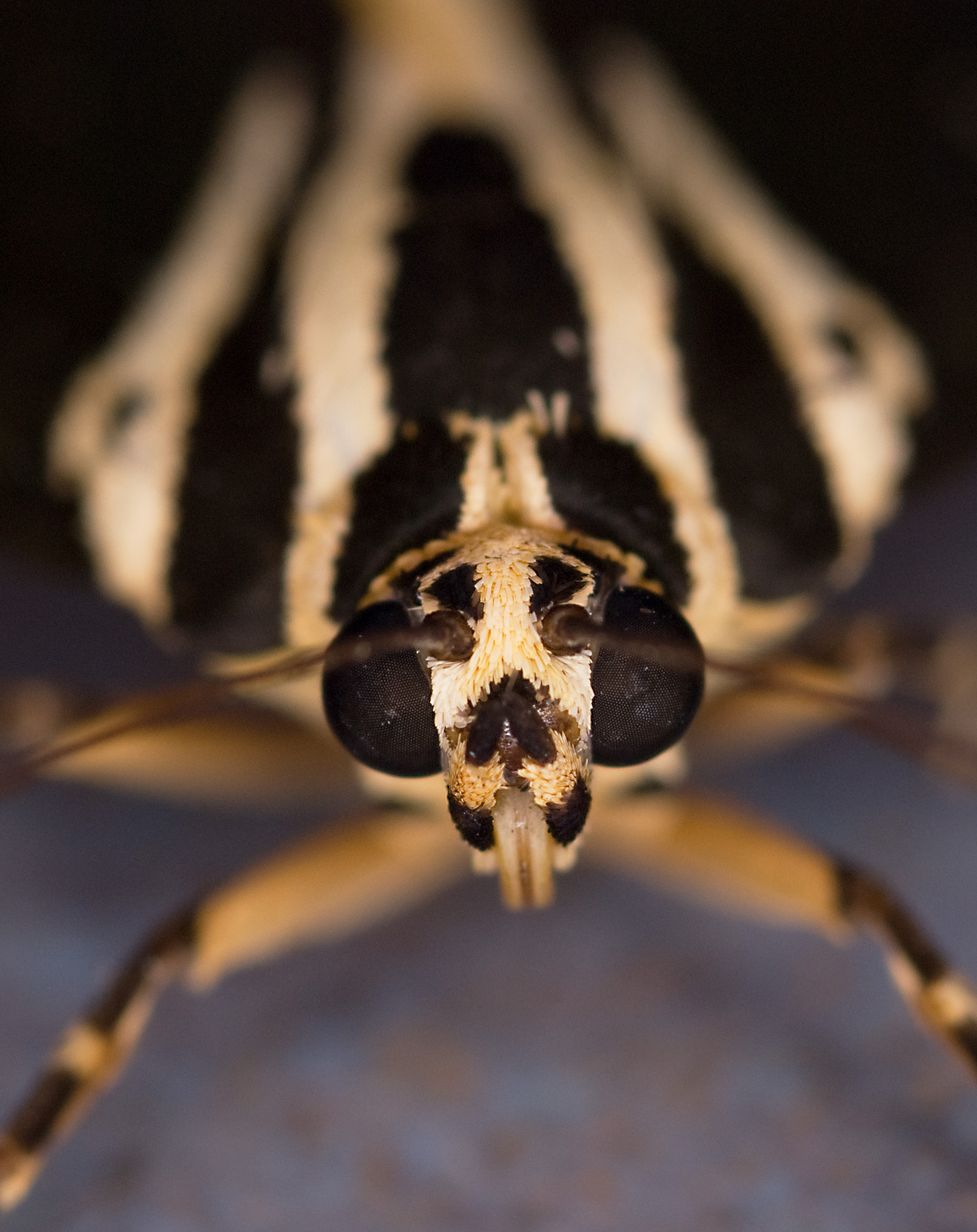
Detail hlavy přástevníka

Dospělec přástevníka se vyskytuje v podmínkách Česka v červenci až do začátku září v jedné generaci s vrcholem letu v poslední části července a první polovině srpna. Řadí se tak mezi motýly vyskytující se v době nejteplejšího léta.

## Potrava
Housenky se živí na listech hluchavky (Lamium), kopřivy (Urtica), vrbovky, lísky (Corylus avellana), starčcích (Senecio), šalvějích (Salvia), pomněnkách (Myosotis) a ostružiníku maliníků (Rubus idaeus). Na jaře pak ožírá listy lísky, zimolezu, maliníku a ostružiníku.
Dospělci přástevníka kostivalového se živí nektarem a to převážně z rostliny sadce konopáče (Eupatorium cannabinum) a různých miříkovitých (Apiaceae) rostlin.

## Výskyt
Přástevník kostivalový se vyskytuje převážně v Evropě, jedná se o druh s tzv. západopalearktický typem rozšíření. Obývá tak vhodné oblasti od Pyrenejského poloostrova, přes jižní Anglii až po západní Rusko k jižní části pohoří Ural. Nicméně na jižní části svého areálu rozšíření zasahuje až do Asie, jelikož se vyskytuje i na území Íránu a jižního Turkmenistánu. Severní hranice jeho areálu prochází Německem a jižním Polskem, dále Pobaltím. Byl pozorován i ve Finsku, kam zaletuje. Na území Velké Británie dochází dokonce k expanzi tohoto druhu, dříve se nacházel jen na území Normanských ostrovů a části jižního pobřeží Anglie, ale v současnosti je jeho výskyt zaznamenáván v okolí města Dorset a na ostrově Wight, prospívající populace se vyskytuje taktéž na území Londýna a tato populace neustále sílí. Nicméně v případě londýnské populace není známo, jestli se jedná o přirozený výskyt motýla či o náhodné zavlečení jeho populace na lokalitu. V podstatě se tak přástevník kostivalový na území Británie rozšiřuje do severnějších oblastí, což může být zapříčiněno globálním oteplováním.
Ke svému životu vyhledává stanoviště tvořená kamenitými stráněmi či křovinami s teplejším klimatem, skalnaté lesostepi, křovinaté stráně s dostatkem slunečního světla, teplomilné doubravy, teplé suťové lesy či prosluněné lesní průseky.

### Česko
Na území Česka se přástevník kostivalový vyskytuje v nižších a středních polohách, nicméně jeho výskyt postupně klesá. Dříve se jednalo o hojně rozšířený druh, ale v současnosti je hojný již spíše jen lokálně. Z dřívějších lokalit je znám ze západních a východních Čech a Českomoravské vrchoviny. Z těchto lokalit nicméně již vymizel. V současnosti se vyskytuje v oblasti termofytiku. Poměrně bohatý výskyt je v okolí Prahy, v kaňonu Berounky, Českém středohoří, v Českém krasu, v oblasti Moravského krasu, na Pálavě a na území národního parku Podyjí.
I přes postupné klesání výskytu druhu v Česku se stále řadí mezi hojně se vyskytující druhy, který není na území Česka přímo ohrožen. Nicméně vlivem změny druhu hospodaření dochází na mnoha místech k postupnému zarůstání skalních lesostepí, typických míst jeho výskytu, což postupně ohrožuje jeho četnost.

## Chování

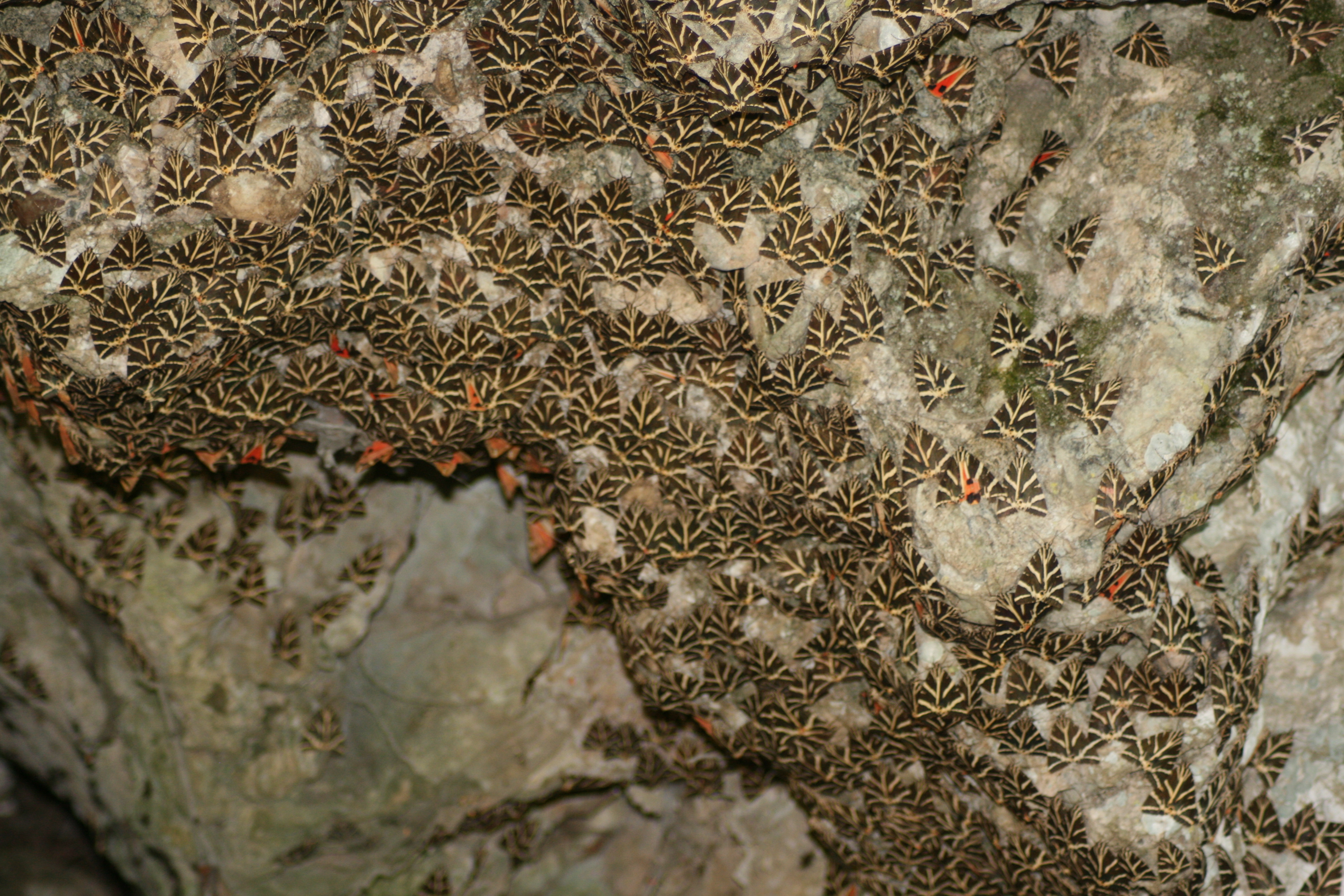
Desítky jedinců přástevníka na skále

Přástevník kostivalový patří mezi noční motýly, nicméně má jak denní, tak i noční aktivitu. V noci je možné přilákat poletující dospělce na světlo. Během dne nejčastěji létá za suchého slunného počasí, kdy poletuje prudkým letem. Jedná se o poměrně plachého motýla.

## Rozmnožování
Dospělci se páří mezi sebou v noci, načež samička po oplodnění začne klást vajíčka na různé rostliny.